# 田島翔
田島 翔（たじま しょう、1983年4月7日 - ）は、北海道北斗市（旧・上磯町）出身のサッカー選手、プロ競技麻雀団体・RMU所属のプロ雀士。
ポジションはミッドフィールダーで、サイドハーフやボランチでプレーすることが多い。

## 経歴
小学生の頃は野球部でピッチャーを務め、サッカーは5年生の時にサッカーチームができ並行してプレー。中学生からはサッカーに専念するが、北海道函館工業高等学校では実績を残せなかった。
卒業後はサッカー留学でシンガポールへ渡る。
帰国後、2003年にラモス瑠偉を中心に立ち上げたFC琉球の入団テストを受け、合格。2005年の九州サッカーリーグ開幕前の練習試合で相手選手のタックルを受け、開放骨折の大怪我を負う。2007年オフに契約満了で退団。
その後はクロアチア、スペインへ渡ったが、2011年の東日本大震災をきっかけに帰国を決意。
2012年、J2リーグのロアッソ熊本に入団。
ロアッソ熊本退団後はフットサル転向を希望し、シュライカー大阪に入団。
その後シュライカー大阪を半年で退団し、2014年にニュージーランド・フットボールチャンピオンシップのオークランド・シティFCに入団。再びサッカー界に復帰した。
2015年、北海道サッカーリーグの十勝フェアスカイFC（現：北海道十勝スカイアース）に加入。
2016年、当時NPSLに参戦していたアメリカ合衆国のマイアミ・ユナイテッドFCに移籍。元ブラジル代表のアドリアーノ、またカフーの息子とチームメイトであった。
2017年、同国UPSLのラスベガス・シティFCと契約。ラスベガス初の日本人選手としての加入。UPSL開幕戦でゴールを決めデビュー戦勝利を飾る。日本とラスベガスを何度も往復しているうちに、空港の入国審査に引っかかり、留置所へ連行された経歴を持つ。
2018年7月、当時K3リーグベーシック（3部ではなく5部相当）に参戦していた韓国のソウル・ユナイテッドFC（現：ソウル蘆原ユナイテッドFC）へ移籍。翌年からは選手と兼任でコーチにも就任。
日韓関係悪化の影響で、2020年は自身がアドバイザーを務める函館社会人リーグの FC函館ナチャーロ に移籍。同年6月、FC函館ナチャーロの退団とヨーロッパ挑戦を発表。自らのTwitterで新型コロナウイルスの影響により、収入源であるサッカースクールの規模縮小が理由と語っている。
2020年12月、サンマリノ・カンピオナート・サンマリネーゼのSSペンナロッサに入団。同リーグでプレーするのは日本人初。2021年5月までプレーした。
2022年7月、プロ競技麻雀団体RMUの入会試験を受け合格。12月には、Jリーグ初代チェアマンで、Mリーグ最高顧問を務める川淵三郎へRMUに入会したことを報告している。
2024年11月、ブラジルのカンピオナート・パラナエンセに所属するポルトゲーザ・ロンドリネンセと契約、同クラブでダイレクターも務めた。小学生の頃、卒業文集に「ブラジルでプロになる」と書いた夢が、41歳にして叶った。
2025年7月、マダガスカル1部リーグのFCルージュに加入、同国リーグでプレーする初の日本人選手となった。

## 経営者、アドバイザーとして
- 2011年、スペインから帰国後、地元北斗市に小学生のクラブチーム「FC北斗アステリスモ」を設立[14][15]。
- 2017年、函館市からJリーグを目指すことを目標に設立されたFC函館ナチャーロのチームアドバイザーに就任[16]。
- 2017年、函館市と北斗市を拠点とするサッカースクール「フットライズサッカーアカデミー」を設立[17]。
- 2021年、熊本県の開新高等学校サッカー部の外部コーチ。

## その他
- 2020年、サッカー・フットサルブランドのKELMEとサプライヤー契約を締結[18]。
- 憧れのプレーヤーはサッカーでは三浦知良、麻雀では多井隆晴である。

## 所属クラブ
ユース経歴
- 上磯ジュニアFC
- 北斗市立上磯中学校
- 北海道函館工業高等学校

プロ経歴
- 2002年   クレメンティ・カルサFC
- 2004年 - 2007年  FC琉球
- 2008年  NKヴァルテクス
- 2010年8月 - 2011年  TSKロセス
- 2012年  ロアッソ熊本
- 2013年  シュライカー大阪サテライト（フットサル）
- 2014年  オークランド・シティFC
- 2015年  十勝フェアスカイFC
- 2016年  マイアミ・ユナイテッドFC
- 2017年  ラスベガス・シティFC
- 2018年7月 - 2019年  ソウル・ユナイテッドFC
- 2020年12月 - 2021年5月  SSペンナロッサ
- 2024年11月 - 2025年7月  ポルトゲーザ・ロンドリネンセ
- 2025年7月 -  FCルージュ

## 個人成績
| 国内大会個人成績 | 国内大会個人成績 | 国内大会個人成績 | 国内大会個人成績 | 国内大会個人成績 | 国内大会個人成績 | 国内大会個人成績 | 国内大会個人成績 | 国内大会個人成績 | 国内大会個人成績 | 国内大会個人成績 | 国内大会個人成績 |
| 年度             | クラブ           | 背番号           | リーグ           | リーグ戦         | リーグ戦         | リーグ杯         | リーグ杯         | オープン杯       | オープン杯       | 期間通算         | 期間通算         |
| 年度             | クラブ           | 背番号           | リーグ           | 出場             | 得点             | 出場             | 得点             | 出場             | 得点             | 出場             | 得点             |
| 日本             | 日本             | 日本             | 日本             | リーグ戦         | リーグ戦         | リーグ杯         | リーグ杯         | 天皇杯           | 天皇杯           | 期間通算         | 期間通算         |
| ---------------- | ---------------- | ---------------- | ---------------- | ---------------- | ---------------- | ---------------- | ---------------- | ---------------- | ---------------- | ---------------- | ---------------- |
| 2012             | 熊本             | 28               | J2               | 0                | 0                | -                | -                | 0                | 0                | 0                | 0                |
| 通算             | 日本             | 日本             | J2               | 0                | 0                | -                | -                | 0                | 0                | 0                | 0                |
| 総通算           | 総通算           | 総通算           | 総通算           | 0                | 0                | -                | -                | 0                | 0                | 0                | 0                |